# Airton Sandoval
Airton Sandoval Santana (Itirapuã, 21 de junho de 1943) é um advogado e político brasileiro, filiado ao Movimento Democrático Brasileiro (MDB). Suplente de Aloysio Nunes, ocupou o cargo de senador pelo estado de São Paulo, durante a vacância do cargo entre 2017 e 2019, quando Nunes chefiou o  Palácio do Itamaraty como chanceler.

## Carreira política
Foi eleito deputado federal pela primeira vez em 1974, pelo MDB de São Paulo, onde permaneceu mesmo depois do nome da mudança para PMDB, e da qual faz parte até hoje. Exerceu quatro mandatos consecutivos na Câmara. Nas eleições de 1990, foi eleito suplente e assumiu a vaga de Luiz Carlos Santos em 1993. Sandoval foi Secretário Geral do PMDB em São Paulo até 2010.
Foi chefe de gabinete do prefeito de Franca, Alexandre Ferreira, na gestão 2013-2016. .
Em 2010, foi eleito suplente do senador Aloysio Nunes Ferreira. Em 2017 com a efetivação de Aloysio Nunes Ferreira para o Ministério das Relações Exteriores, assumiu o cargo de senador.
Em julho de 2017 votou a favor da reforma trabalhista. No mesmo mês, votou, no conselho de ética, contra a cassação do mandato de Aécio Neves.
Em outubro de 2017 votou a favor da manutenção do mandato do senador Aécio Neves derrubando decisão da Primeira Turma do Supremo Tribunal Federal no processo onde ele é acusado de corrupção e obstrução da justiça por solicitar dois milhões de reais ao empresário Joesley Batista.
Possui como uma de suas propostas legislativas a interrupção  do horário de verão.